# A Frontier Girl's Courage
A Frontier Girl's Courage è un cortometraggio muto del 1911 diretto da Hobart Bosworth e Frank Montgomery.

## Produzione
Il film fu prodotto da William Nicholas Selig per la sua compagnia, la Selig Polyscope Company.

## Distribuzione
Distribuito dalla General Film Company, il film - un cortometraggio di una bobina - uscì nelle sale cinematografiche statunitensi il 5 dicembre 1911.